# Колаковић
Колаковић је презиме. Значајни људи са овим презименом су:
- Алекса Колаковић, рукометаш
- Азра Колаковић, певачица
- Божидар Колаковић, фудбалер
- Игор Колаковић, одбојкаш
- Марко Колаковић, фудбалер
- Милош Колаковић, српски фудбалер